# Kamloops (circonscription britanno-colombienne)
Pour les articles homonymes, voir Kamloops (homonymie).
Circonscription électorale provinciale du Canada
Kamloops est une ancienne circonscription provinciale de la Colombie-Britannique représentée à l'Assemblée législative de la Colombie-Britannique de 1903 à 2009.

## Géographie
La circonscription représentait les régions de Kamloops et Shuswap.

## Liste des députés
1903-1986
| Législature | Années    | Député   | Député                     | Parti            |
| Kamloops    | Kamloops  | Kamloops | Kamloops                   | Kamloops         |
| ----------- | --------- | -------- | -------------------------- | ---------------- |
| 10e         | 1903–1907 |          | Frederick John Fulton      | Conservateur     |
| 11e         | 1907–1909 |          | Frederick John Fulton      | Conservateur     |
| 12e         | 1909–1912 |          | James Pearson Shaw         | Conservateur     |
| 13e         | 1912–1916 |          | James Pearson Shaw         | Conservateur     |
| 14e         | 1916–1920 |          | Frederick William Anderson | Libéral          |
| 15e         | 1920–1924 |          | Frederick William Anderson | Libéral          |
| 16e         | 1924–1928 |          | James Reginald Colley      | Libéral          |
| 17e         | 1928–1933 |          | John Ralph Michell         | Conservateur     |
| 18e         | 1933–1937 |          | Robert Henry Carson        | Libéral          |
| 19e         | 1937–1941 |          | Robert Henry Carson        | Libéral          |
| 20e         | 1941–1945 |          | Robert Henry Carson        | Libéral          |
| 21e         | 1945–1949 |          | Robert Henry Carson        | Coalition        |
| 22e         | 1949–1952 |          | Sydney John Smith          | Coalition        |
| 23e         | 1952–1953 |          | Philip Arthur Gaglardi     | Créditiste       |
| 24e         | 1953–1956 |          | Philip Arthur Gaglardi     | Créditiste       |
| 25e         | 1956–1960 |          | Philip Arthur Gaglardi     | Créditiste       |
| 26e         | 1960–1963 |          | Philip Arthur Gaglardi     | Créditiste       |
| 27e         | 1963–1966 |          | Philip Arthur Gaglardi     | Créditiste       |
| 28e         | 1966–1969 |          | Philip Arthur Gaglardi     | Créditiste       |
| 29e         | 1969–1972 |          | Philip Arthur Gaglardi     | Créditiste       |
| 30e         | 1972–1975 |          | Gerald Hamilton Anderson   | Néo-démocratique |
| 31e         | 1975–1979 |          | Rafe Mair                  | Créditiste       |
| 32e         | 1979–1981 |          | Rafe Mair                  | Créditiste       |
| 32e         | 1981-1983 |          | Claude Richmond            | Créditiste       |
| 33e         | 1983–1986 |          | Claude Richmond            | Créditiste       |

1986-1991
| Législature | Années    | Député | Député          | Parti      | Député | Député    | Parti      |
| ----------- | --------- | ------ | --------------- | ---------- | ------ | --------- | ---------- |
| 34e         | 1986–1991 |        | Claude Richmond | Créditiste |        | Bud Smith | Créditiste |

1991-2009
| Législature                                                                     | Années    | Député | Député             | Parti            |
| ------------------------------------------------------------------------------- | --------- | ------ | ------------------ | ---------------- |
| 35e                                                                             | 1991–1996 |        | Arthur Charbonneau | Néo-démocratique |
| 36e                                                                             | 1996–2001 |        | Cathy McGregor     | Néo-démocratique |
| 37e                                                                             | 2001–2005 |        | Claude Richmond    | Libéral          |
| 38e                                                                             | 2005–2009 |        | Claude Richmond    | Libéral          |
| Circonscription abolie, voir Kamloops-North Thompson et Kamloops-South Thompson |           |        |                    |                  |